# Hans Fallada
Hans Fallada (født Rudolf Wilhelm Friedrich Ditzen, 21. juli 1893 i Greifswald - 5. februar 1947 i Berlin) var en tysk forfatter. Navnet Hans Fallada er et forfatterpseudonym, dannet af en kombination af karakterer fra to af brødrene Grimms folkeeventyr.
I sine politisk-sociale romaner skildrer han med skarp observationsevne, subtil humor og virtuos fortælleteknik storbymiljøet i starten 1930-erne, hvor arbejdere og småborgere kæmper med verdslige problemer i Weimarrepublikken. Mest kendt af hans bøger er nok gennembrudsromanen Lille mand, hvad nu? fra 1932. Hans bøger er oversat til flere sprog, heriblandt dansk. Udover den skønlitterære produktion skrev han også to selvbiografier. Stilmæssigt hørte han til den såkaldte Neue Sachlichkeit, med præcis detalje og journalistisk gengivelse af de faktiske omstændigheder.